# فیل کارلسون
فیل کارلسون (انگلیسی: Phil Karlson; ۲ ژوئیهٔ ۱۹۰۸ – ۱۲ دسامبر ۱۹۸۲) کارگردان فیلم، و فیلم‌نامه‌نویس اهل ایالات متحده آمریکا بود.

## فیلم‌شناسی
- سربلند
- دختران گروه کر
- زمانی برای کشتن
- شاهد کلیدی